# 짐 뱅크스
제임스 에드워드 뱅크스(영어: James Edward Banks, 1979년 7월 16일 ~ )는 미국의 정치인이다.

## 학력
- 컬럼비아 시티 고등학교 졸업
- 인디애나 대학교 블루밍턴 경제학 학사
- 그레이스 칼리지 경영학 석사

## 경력
- 2010.11 ~ 2016.11 미국 인디애나주 제17구 상원의원
- 2012 ~ 미합중국 해군 예비군 중위
- 2017.01 ~ 2025.01 제115·116·117·118대 미국 인디애나 제3구 연방하원의원
- 2021.01 ~ 2023.01 공화당 연구위원회 의장
- 2025.01 ~ 미국 인디애나 연방상원의원

## 역대 선거 결과
| 선거명      | 직책명                        | 대수  | 정당   | 득표율  | 득표수      | 결과 | 당락                     |
| ----------- | ----------------------------- | ----- | ------ | ------- | ----------- | ---- | ------------------------ |
| 2010년 선거 | 상원의원 (인디애나 제17부)    | 117대 | 공화당 | 100.00% | 29,100표    | 1위  | 인디애나주 상원의원 당선 |
| 2014년 선거 | 상원의원 (인디애나 제17부)    | 119대 | 공화당 | 100.00% | 20,013표    | 1위  | 인디애나주 상원의원 당선 |
| 2016년 선거 | 하원의원 (인디애나 제3선거구) | 115대 | 공화당 | 70.11%  | 201,396표   | 1위  | 인디애나주 하원의원 당선 |
| 2018년 선거 | 하원의원 (인디애나 제3선거구) | 116대 | 공화당 | 64.73%  | 158,927표   | 1위  | 인디애나주 하원의원 당선 |
| 2020년 선거 | 하원의원 (인디애나 제3선거구) | 117대 | 공화당 | 67.84%  | 220,989표   | 1위  | 인디애나주 하원의원 당선 |
| 2022년 선거 | 하원의원 (인디애나 제3선거구) | 118대 | 공화당 | 65.29%  | 131,579표   | 1위  | 인디애나주 하원의원 당선 |
| 2024년 선거 | 상원의원 (인디애나 제1부)     | 119대 | 공화당 | 58.65%  | 1,654,350표 | 1위  | 인디애나주 상원의원 당선 |